# Gheorghe Gușet
Gheorghe Calin Gușet (ur. 28 maja 1968 w Zalău, zm. 12 czerwca 2017 w Klużu-Napoce) – rumuński lekkoatleta, specjalista pchnięcia kulą, wielokrotny mistrz i rekordzista kraju.
Był trzykrotnym olimpijczykiem. Najlepszy wynik – 14. miejsce w kwalifikacjach osiągnął na igrzyskach w 2004 w Atenach, gdy liczył sobie 36 lat. Startował do 2007, kiedy zaczął chorować na przewlekłą chorobę nerek. W październiku 2008 przeszedł przeszczepienie nerki. Zmarł w 2017 w wieku 49 lat.

## Osiągnięcia międzynarodowe
| Rok  | Impreza                   | Miejsce    | Konkurencja    | Lokata       | Wynik | Źródło |
| ---- | ------------------------- | ---------- | -------------- | ------------ | ----- | ------ |
| 1990 | Mistrzostwa Europy        | Split      | pchnięcie kulą | kwalifikacje | 18,87 | [ 4 ]  |
| 1991 | Halowe mistrzostwa świata | Sewilla    | pchnięcie kulą | 15. miejsce  | 18,07 | [ 5 ]  |
| 1991 | Mistrzostwa Świata        | Tokio      | pchnięcie kulą | kwalifikacje | 18,55 | [ 6 ]  |
| 1992 | Igrzyska olimpijskie      | Barcelona  | pchnięcie kulą | kwalifikacje | 18,96 | [ 1 ]  |
| 1993 | Halowe mistrzostwa świata | Toronto    | pchnięcie kulą | finał        | NM    | [ 7 ]  |
| 1993 | Mistrzostwa świata        | Stuttgart  | pchnięcie kulą | kwalifikacje | 18,91 | [ 8 ]  |
| 1994 | Halowe mistrzostwa Europy | Paryż      | pchnięcie kulą | kwalifikacje | 18,47 | [ 9 ]  |
| 1994 | Igrzyska frankofońskie    | Évry       | pchnięcie kulą | 1. miejsce   | 19,67 | [ 10 ] |
| 1998 | Halowe mistrzostwa Europy | Walencja   | pchnięcie kulą | kwalifikacje | 18,22 | [ 11 ] |
| 1998 | Mistrzostwa Europy        | Budapeszt  | pchnięcie kulą | 10. miejsce  | 18,87 | [ 12 ] |
| 1999 | Mistrzostwa świata        | Sewilla    | pchnięcie kulą | kwalifikacje | 19,46 | [ 13 ] |
| 2000 | Halowe mistrzostwa Europy | Gandawa    | pchnięcie kulą | 4. miejsce   | 20,21 | [ 14 ] |
| 2000 | Igrzyska olimpijskie      | Sydney     | pchnięcie kulą | kwalifikacje | 18,56 | [ 1 ]  |
| 2001 | Halowe mistrzostwa świata | Lizbona    | pchnięcie kulą | 9. miejsce   | 19,68 | [ 15 ] |
| 2001 | Mistrzostwa świata        | Edmonton   | pchnięcie kulą | kwalifikacje | 19,74 | [ 16 ] |
| 2002 | Halowe mistrzostwa Europy | Wiedeń     | pchnięcie kulą | kwalifikacje | 19,49 | [ 17 ] |
| 2002 | Mistrzostwa Europy        | Monachium  | pchnięcie kulą | 8. miejsce   | 20,05 | [ 18 ] |
| 2003 | Halowe mistrzostwa świata | Birmingham | pchnięcie kulą | kwalifikacje | DQ    | [ 19 ] |
| 2003 | Mistrzostwa świata        | Paryż      | pchnięcie kulą | kwalifikacje | 19,61 | [ 16 ] |
| 2004 | Halowe mistrzostwa świata | Budapeszt  | pchnięcie kulą | kwalifikacje | NM    | [ 20 ] |
| 2004 | Igrzyska olimpijskie      | Ateny      | pchnięcie kulą | kwalifikacje | 19,68 | [ 1 ]  |
| 2005 | Halowe mistrzostwa Europy | Madryt     | pchnięcie kulą | 5. miejsce   | 20,25 | [ 21 ] |
| 2005 | Mistrzostwa świata        | Helsinki   | pchnięcie kulą | kwalifikacje | 19,83 | [ 22 ] |
| 2006 | Halowe mistrzostwa świata | Moskwa     | pchnięcie kulą | 4. miejsce   | 20,60 | [ 20 ] |
| 2006 | Mistrzostwa Europy        | Göteborg   | pchnięcie kulą | kwalifikacje | 19,00 | [ 23 ] |

Gușet był zwycięzcą mistrzostw krajów bałkańskich w latach 1990, 1992, 1999, 2000, 2001, 2002, 2004 i 2005 oraz halowych mistrzostw krajów bałkańskich w latach 1999, 2000, 2001, 2002, 2004, 2005 i 2006. W 2007 zdobył na tych mistrzostwach srebrny medal w hali oraz brąz na otwartym stadionie.

## Osiągnięcia krajowe
Gheorghe Gușet był mistrzem Rumunii w pchnięciu kulą w latach 1990, 1992–1994 i 1998–2007, a w hali w latach 1999–2007.
Pięciokrotnie poprawiał rekord Rumunii w tej konkurencji do wyniku 20,84 m, uzyskanego 7 sierpnia 1999 w Poiana Brașov. Był pierwszym rumuńskim miotaczem kulą, który uzyskał odległość ponad 20 metrów. Jego rekord życiowy w pchnięciu kulą w hali wynosił 21,04 m (16 lutego 2006 w Bukareszcie), a w rzucie dyskiem 63,82 m (22 czerwca 1991 w Atenach).